# 松平頼路
松平 頼路（まつだいら よりみち）は、江戸時代前期の伊予国西条藩の世嗣。官位は従四位下・侍従、豊後守。8代将軍徳川吉宗の従兄。

## 略歴
初代藩主・松平頼純の次男として誕生。正室は細川綱利娘。
西条藩嫡子として生まれ、延宝3年（1675年）に叙任する。しかし、家督相続前の元禄11年（1698年）に早世した。代わって同母弟・頼雄が嫡子となるが、のちに父・頼純は頼雄を廃嫡し、庶出の弟・頼致を嫡子とした。